# Saint-Pé-de-Léren
 Saint-Pé-de-Léren  là một xã thuộc tỉnh Pyrénées-Atlantiques trong vùng Nouvelle-Aquitaine miền tây nam nước Pháp.